# THE BOOM 2 (BLUE)
『THE BOOM 2 (BLUE)』（ザ・ブーム・ツー・ブルー）は、日本の音楽グループ、THE BOOMが1997年3月21日に発表した3枚目のベスト・アルバム。

## 解説
本作の2箇月前に発売されたベスト・アルバム『THE BOOM 2』（通称：赤盤）の続編にあたり、「青盤」と呼ばれることもある（ジャケットが青を基調としたものになっているため）。
今回も1993年から1996年までに発表されたアルバム三部作の中から選りすぐりの代表曲を集めている。

## 収録曲
1. いいあんべえ
2. 18時
3. 砂の岬 Ponta de Areia
4. 帰ろうかな
5. 幸せと書いた手紙
6. モータープール
7. 夢を見た
8. 幸せであるように
9. つばき
10. It's Glorious
11. 街はいつも満席
12. 時がたてば